# Ворсма
Во́рсма — город (с 1955) в Нижегородской области России. Входит в Павловский район, в составе которого представляет собой административно-территориальное образование (город районного значения) и одноимённое муниципальное образование город Ворсма со статусом городского поселения как единственный его населённый пункт.
Население — 10 162 чел. (2021).
В XVIII веке Ворсма являлась центром металлообрабатывающих кустарных промыслов.

## Название
Ойконим происходит от названия местности финно-угорского происхождения Ворясьма, означающее «Водой украшенная земля».

## География
Город расположен на реке Кишме (приток Оки), в 15 км к юго-востоку от железнодорожной станции Ворсма, в 62 км к юго-западу от Нижнего Новгорода.

## Исторический очерк
В документах XIV—XV веков упоминаются местность Ворясьма и река Кишма (название финно-угорского происхождения, означающее «Лесная земля»). С XVI века упоминается населённый пункт — село Ворсма.
После женитьбы Ивана Грозного на кабардинке Марии Темрюковне, её родня получила княжеский титул и стала называться князьями Черкасскими. Для Аптекарского приказа, которым руководил один из князей Черкасских, были выделены земли около Гороховца, а затем вокруг современных Павлова и Ворсмы.
В XVI веке близ города был основан Свято-Троицкий Островоезерский монастырь (в XVII веке отстроен в камне на средства князей Черкасских).
В период двоевластия Василия Шуйского и Лжедмитрия II, в Ворсме нашлось много людей, поддержавших Лжедмитрия II, оказав ему помощь оружием и людьми. В сражении под Ворсмой нижегородское ополчение наголову разбило отряды Лжедмитрия II.
Козьме Минину за гражданский подвиг и личное мужество царём Михаилом Фёдоровичем были пожалованы чин думного дьяка, а также земли и угодья села Ворсмы, после смерти Минина и его сына Нефёда этот дар отошёл в царскую казну.
Земли вокруг Ворсмы были малоплодородными: сплошная глина и суглинок. Прокормиться на этой земле очень сложно. Это способствовало развитию Ворсмы и Павлова в крупный промысел по обработке железа. Были обнаружены болотные руды, переплавляя которые в маленьких доменных печах, получали сталь. В Ворсме получили развитие кожевенные, мыловаренные и особенно слесарные промыслы: изготовление ножей, ножниц, хирургического инструмента, столовых приборов, оружия. Императрица Елизавета Петровна своим указом от 7 сентября 1761 года ради поощрения развивающейся в Павлове и Ворсме слесарной промышленности освободила эти сёла от постоянной повинности, крестьянам предоставила право торговать по всей Российской империи без особых свидетельств.
По указу графа П. Б. Шереметева в 1766 году была учреждена слесарная фабрика по производству ружей, ножей, щипцов, замков и прочего железного товара. В 1810 году граф Шереметев в виде подарка передал 1200 ружей императору Александру I, а в 1813 году для войны с французами передал в дар ещё 2000 ружей и 1500 сабель.
В 1820 году своё дело открыл крепостной графа Шереметева Иван Гаврилович Завьялов. В 1835 году он был пожалован Николаем I 5000 рублями, кафтаном с золотым позументом, и медалью с надписью «За полезное» для ношения на Анненской ленте. В 1843 году ему в Москве на мануфактурной выставке была вручена большая серебряная медаль, а в 1862 году он получил медаль на всемирной выставке в Лондоне «За отличные образцы стального ножевого товара».
Во время Крымской войны на фабрике в Ворсме начали производство полкового медицинского хирургического набора.
В 1926 году Ворсме был присвоен статус посёлка, а с 1955 года — города. Построенная в 1823 году каменная церковь, освящённая в честь Божия Матери Казанской, в 1955 году была снова открыта и на протяжении советского периода оставалась единственным действующим храмом в городе и близлежащих районах.
В советское время в городе развивались только два промышленных направления.
Медико-инструментальный завод имени В. И. Ленина производил медицинский инструмент, а производственное объединение «Октябрь» производило разнообразные складные ножи, выпуская 95 % такой продукции в СССР. Кроме этого на ПО «Октябрь» производились подарочные ножи для всех руководителей СССР, начиная со Сталина, а также широкий спектр специальных ножей для различных родов войск и флота (боцманский, строповый, сапёрный, нож взрывника, шлюпочный, командирский).
В 2007 году началось восстановление Островоезерского монастыря.
Распоряжением Правительства РФ от 29 июля 2014 года № 1398-р «Об утверждении перечня моногородов» городское поселение город Ворсма включено в категорию «Монопрофильные муниципальные образования Российской Федерации (моногорода), в которых имеются риски ухудшения социально-экономического положения» в Категории 3: «Монопрофильные муниципальные образования Российской Федерации (моногорода) со стабильной социально-экономической ситуацией».

## Население
| 1897    | 1931    | 1939    | 1959    | 1970    | 1979    | 1989    | 1992    | 1996    |
| ------- | ------- | ------- | ------- | ------- | ------- | ------- | ------- | ------- |
| 4700    | ↗6300   | ↗9400   | ↗10 856 | ↗12 965 | ↗13 968 | ↘13 648 | ↘13 600 | ↘13 300 |
| 1998    | 2002    | 2003    | 2005    | 2006    | 2007    | 2008    | 2009    | 2010    |
| ↘13 000 | ↘12 629 | ↘12 600 | ↘12 200 | ↘12 000 | ↘11 900 | ↘11 685 | ↘11 550 | ↗11 620 |
| 2011    | 2012    | 2013    | 2014    | 2015    | 2016    | 2017    | 2018    | 2019    |
| ↘11 565 | ↘11 409 | ↘11 226 | ↘10 989 | ↘10 793 | ↘10 630 | ↘10 589 | ↘10 491 | ↘10 331 |
| 2020    | 2021    |         |         |         |         |         |         |         |
| ↘10 253 | ↘10 162 |         |         |         |         |         |         |         |

На 1 января 2025 года по численности населения город находился на 914-м месте из 1124 городов Российской Федерации.

## Экономика

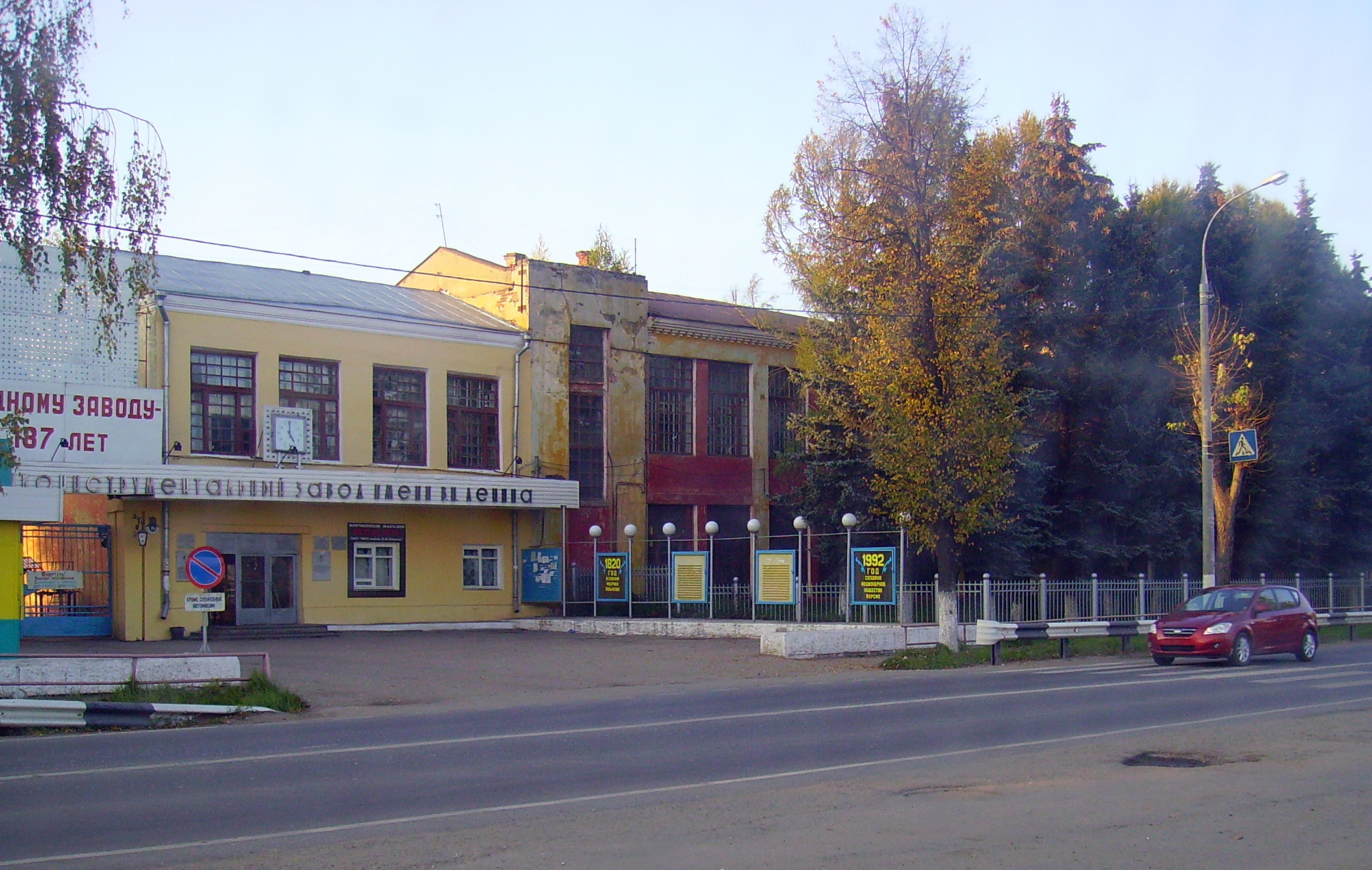
Медикоинструментальный завод имени В. И. Ленина

- Медико-инструментальный завод имени В. И. Ленина (шприцы, хирургические инструменты).
- ООО «Компания Хлебный Дом» — изготовление и продажа хлебобулочных изделий.
- Площадка сборки трамваев БКМ-Т811 «МиНиН» и электробусов БКМ-Е450 «МиНиН» (Минск и Нижний Новгород) совместного предприятия с компанией из Республики Беларусь BKM Holding[26].
- Ворсменский завод медицинского инструмента.

## Образование
В Ворсме :
- две общеобразовательные школы МБОУ СШ № 1 (им. В. И. Ленина) и МБОУ СШ № 2 (им. В.Маяковского)
- одна начальная школа(МБОУ НОШ г. Ворсма)
- Школа искусств
- Дом детского творчества

## Спорт
В Ворсме имеется стадион и футбольный клуб «Спартак МИЗ Ворсма». Также имеется ФОК и каток.

## Галерея

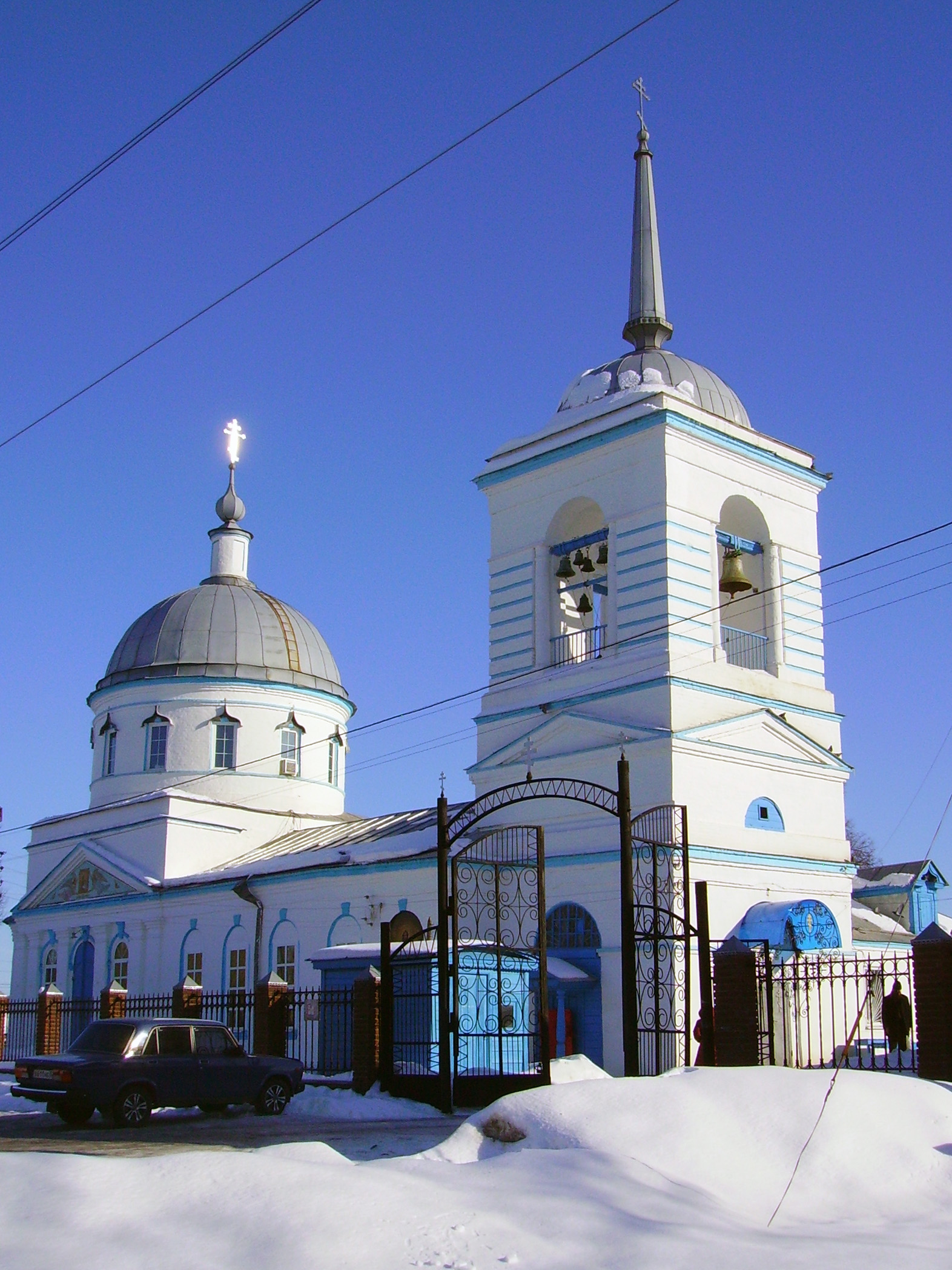
Казанская церковь
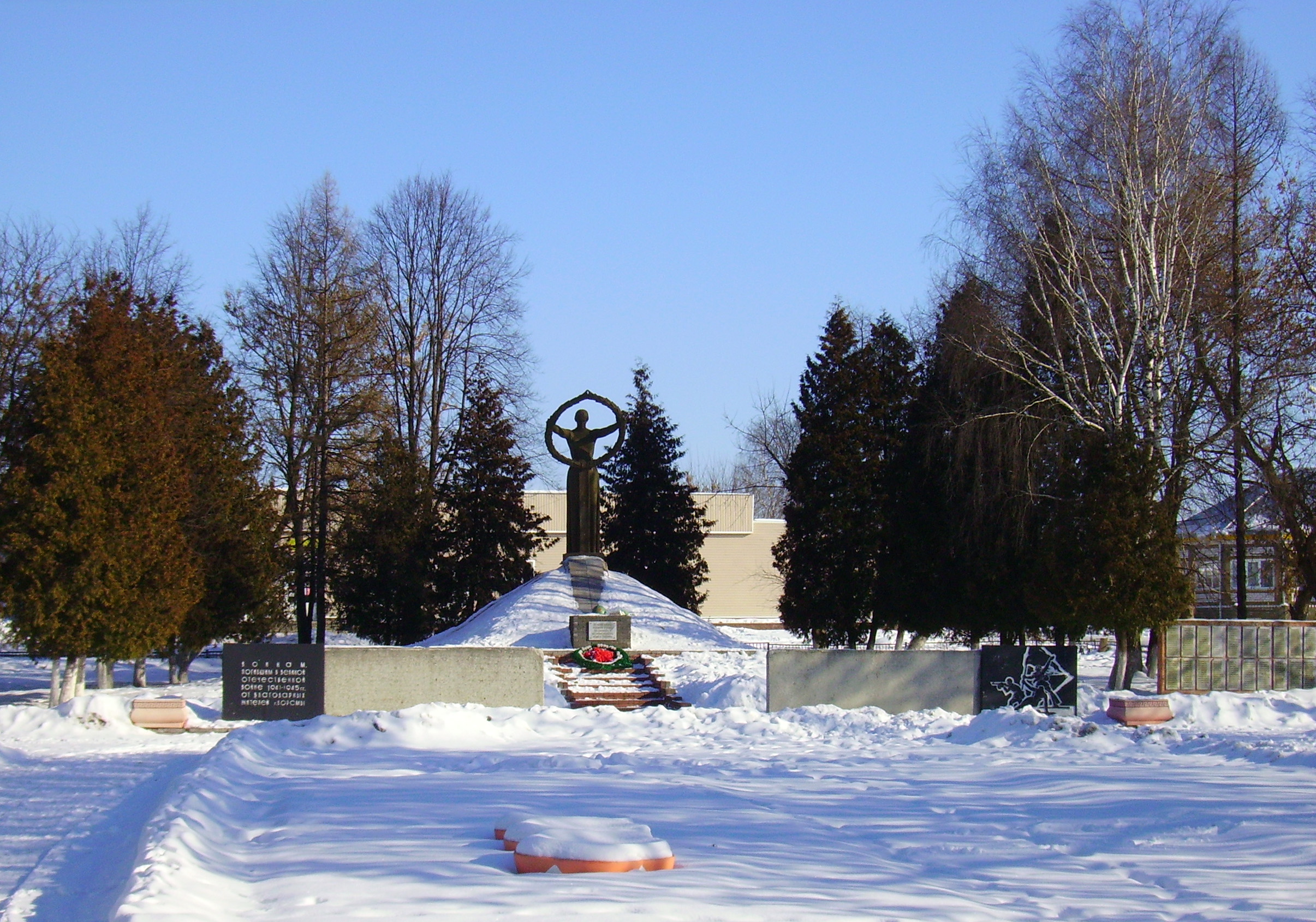
Памятник павшим в ВОВ
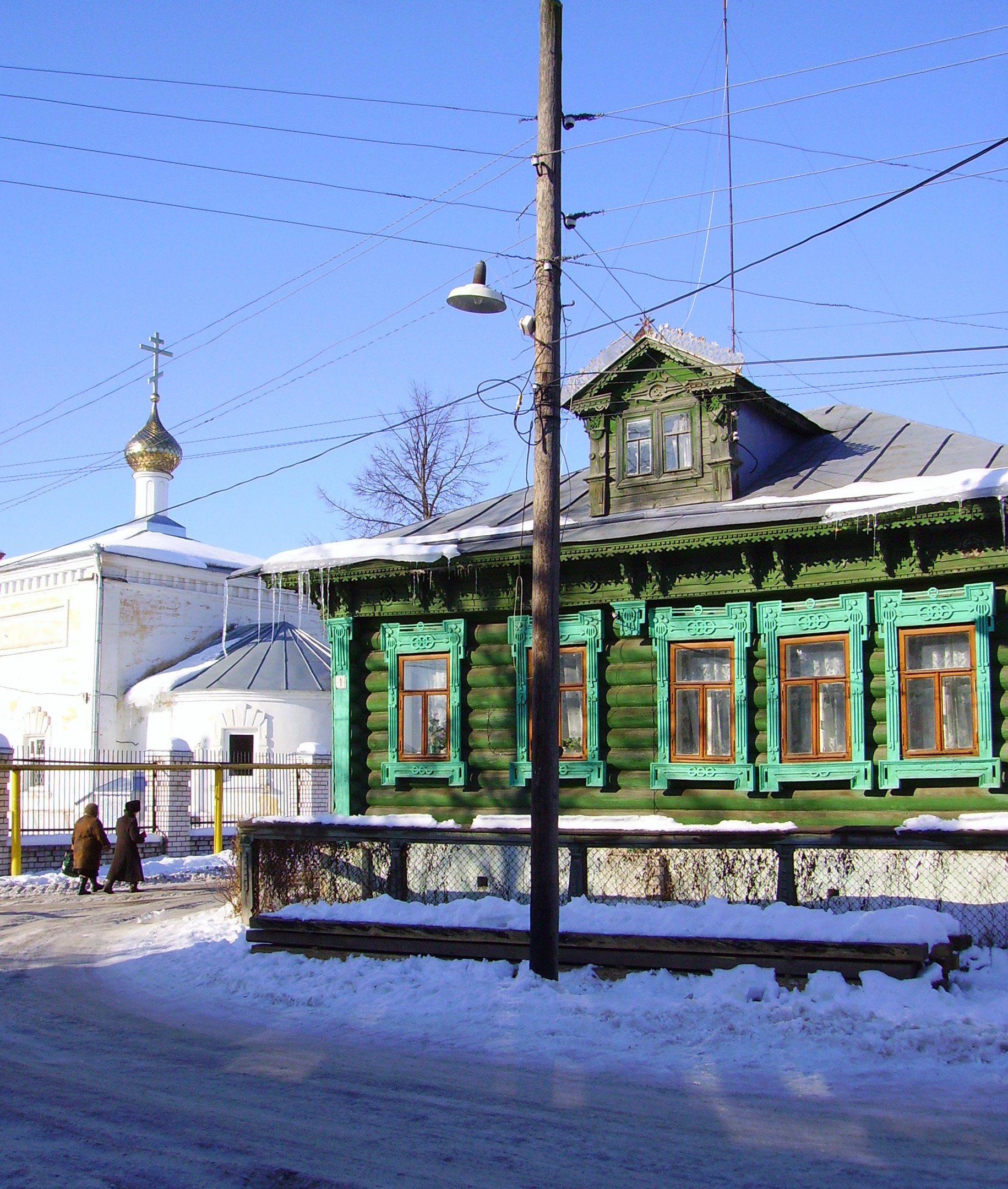
Церковь Иоанна Предтечи
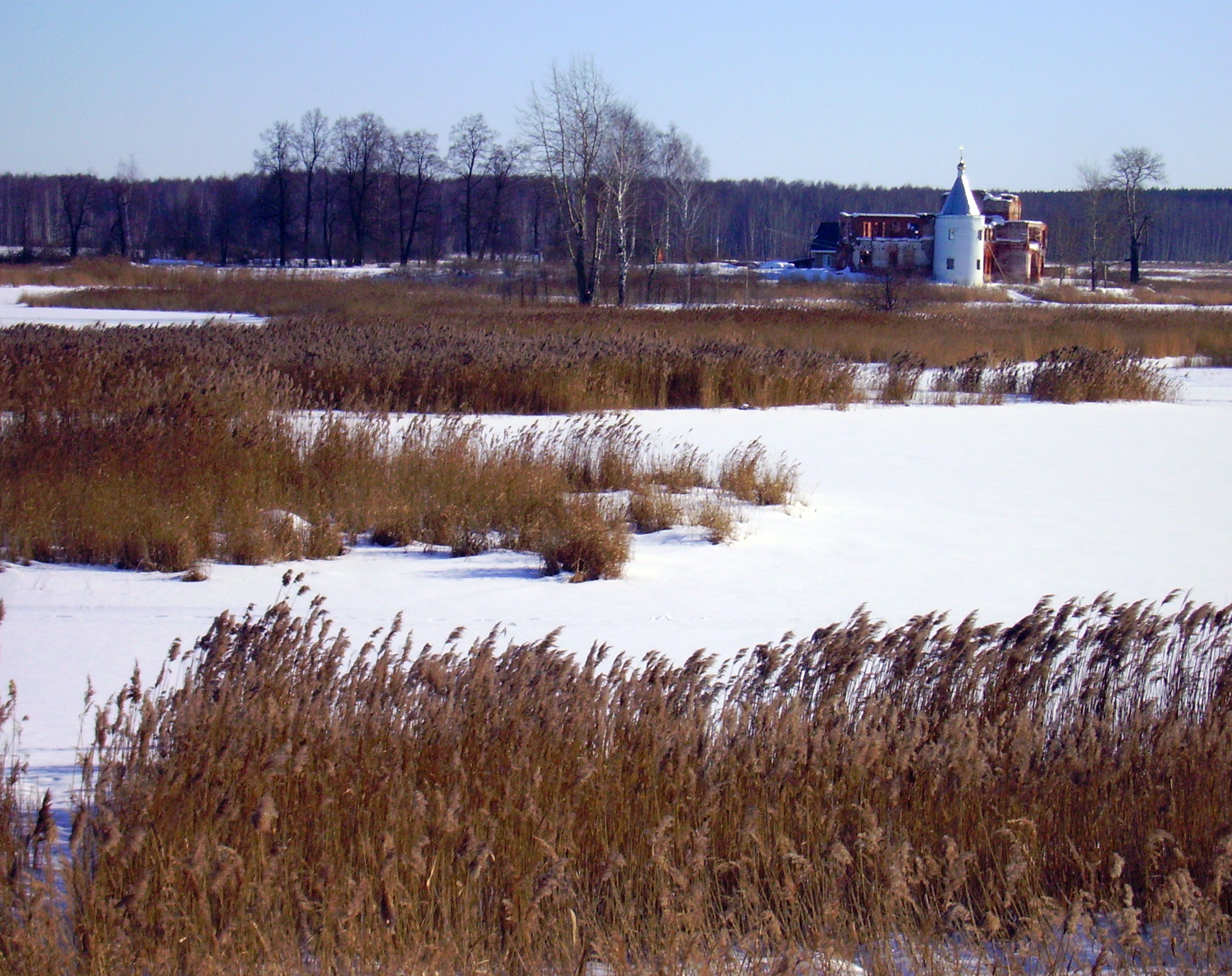
Свято-Троицкий Островоезерский монастырь
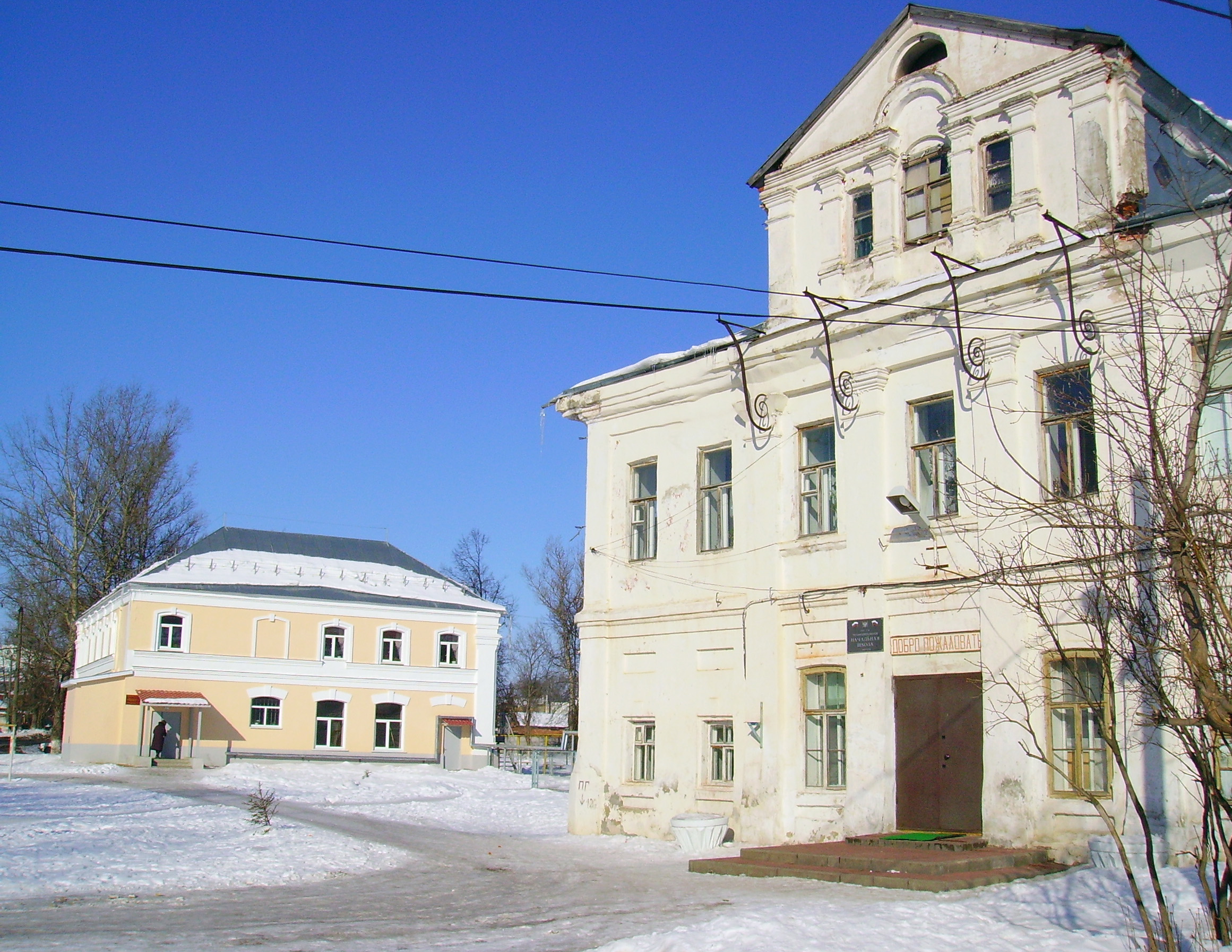
Городская начальная школа